# Ana María Martínez
Ana María Martínez (San Juan, 1971) è un soprano drammatico portoricana.

## Biografia
Vincitrice del Grammy Award, è considerata uno dei più importanti soprani del suo tempo; la sua carriera spazia nel mondo dell'opera, delle sale da concerto, negli studi di registrazione e nel cinema.
Laureata alla Juilliard School con Bachelor, nel giugno 1994 è Félicie nella première nel Teatro di Gibellina di "La Belle et la Bête" di Philip Glass.
La Martínez ha vinto il Pepita Embil Award all'Operalia II nel 1995, il primo premio del Eleanor McCollum Auditions and Awards da Houston Grand Opera nel 1994 e nel 1993 il Metropolitan Opera National Council Auditions.
Al Wiener Staatsoper nel 1998 è Adina ne L'elisir d'amore, Pamina in Die Zauberflöte e Mimì ne La bohème diretta da Fabio Luisi e nel 2000 Micaela in Carmen (opera).
Nel febbraio 2002 è Donna Elvira nel Don Giovanni (opera) alla Royal Opera House di Londra.
Nel 2003 è Pamina in Die Zauberflöte al San Francisco Opera e Fiordiligi in Così fan tutte all'Opera di Santa Fe (Nuovo Messico) dove torna nel 2004 come Donna Elvira in Don Giovanni. Lo stesso anno interpreta La bohème dalla Houston Grand Opera con Roberto Aronica.
Nella stagione 2004-2005 la Martínez ha creato il ruolo di Lucero nella prima mondiale di Salsipuedes di Daniel Catán alla Houston Grand Opera, canta con il Puerto Rico Symphony Orchestra al Kennedy Center, è Mimì ne La bohème con la Los Angeles Opera, all'Opera di Santa Fe (Nuovo Messico) è Rosina ne Il barbiere di Siviglia (Rossini) e Violetta Valéry ne La traviata al Royal Opera House.
Nel 2005 ha registrato da solista l'album intitolato semplicemente Ana María Martínez – Soprano Songs and Arias, registrato con la Filarmonica di Praga diretta da Steven Mercurio. Registra nel 2006 in formato video Così fan tutte al Festival di Salisburgo con i Wiener Philharmoniker ed è Nedda con Andrea Bocelli nella registrazione dei Pagliacci (opera). In video nel 2003 esce Spanish Night con i Berliner Philharmoniker diretta da Plácido Domingo e nel 2007 Amor, Vida de Mi Vida, dove con Domingo canta Zarzuelas dal vivo con la Mozarteum Orchestra Salzburg.
Nella stagione 2005-2006 è Donna Elvira nel Don Giovanni alla Houston Grand Opera e Micaela in Carmen al San Francisco Opera, Nedda in Pagliacci al Netherlands Opera e debutta al Metropolitan Opera come Micaela in Carmen con Denyce Graves.
All'Opéra National de Paris nel 2006 è Maria Boccanegra (Amelia Grimaldi) in Simon Boccanegra con Ferruccio Furlanetto e nel 2008 Luisa Miller con Ramón Vargas.
Nella stagione 2007-2008 è Donna Elvira nel Don Giovanni alla Royal Opera House Covent Garden.
Canta in concerto con la Tchaikovsky Symphony Orchestra di Mosca, con la Filarmonica della Scala diretta da Gustavo Dudamel per il Teatro alla Scala e con la New York Philharmonic alla Carnegie Hall in un concerto diretto da Alan Gilbert in una selezione da West Side Story.
La stagione 2008-2009 la Martínez ha cantato Luisa Miller e la Contessa ne Le nozze di Figaro con la Bayerische Staatsoper di Monaco di Baviera, Nedda in Pagliacci con la Houston Grand Opera ed Amelia in Simon Boccanegra con la San Francisco Opera. È Rosalinda in Die Fledermaus alla Dallas Opera ed è Rusalka (Dvořák) al Festival di Glyndebourne.
La Martínez inizia la stagione 2009-2010 in tour con Domingo per i concerti a Cartagena e Lima in Perù. Per la Lyric Opera di Chicago nel 2009 è Marguerite nel Faust. All'Opera de Puerto Rico è Mimì ne La bohème e poi al Festival Casals canta la Sinfonia n. 4 (Mahler) ed una selezione di arie di Mozart. Inoltre canta in concerto con la National Symphony Orchestra of the Dominican Republic e la BBC Symphony Orchestra al Barbican Hall. Successivamente canta al De Nederlandse Opera di Amsterdam come Liu in Turandot e termina la stagione al Ravinia Festival come Fiordiligi in Così fan tutte con Frederica von Stade diretta da James Conlon.
Nel 2011 è Mimì ne La bohème a Santa Fe (Nuovo Messico), è Rosina ne Il barbiere di Siviglia allo Houston Grand Opera e prende parte al concerto One Night in Central Park di Bocelli con la New York Philharmonic Orchestra davanti a 70.000 persone.
Nel 2012 è Amelia in Simon Boccanegra con Domingo diretta da Conlon al Los Angeles Opera, Antonia ne Les contes d'Hoffmann nel L'Opéra National de Paris, Rusalka e Mimì ne La bohème con Vittorio Grigolo al Bayerische Staatsoper ed è Alice Ford in Falstaff (Verdi) con Marie-Nicole Lemieux al Covent Garden.
Nel 2013 è Mimì ne La bohème a Chicago.
La sua discografia comprende il Latin Grammy Awards Merlin di Albeniz con Domingo.

## Vita privata
Ana María Martínez ha sposato il tenore Chad Shelton nel 2000, quando lui lavorava presso la Houston Grand Opera. Hanno divorziato nel 2007 e hanno un figlio, Lucas.

## Recensioni
Recenti recensioni entusiastiche per il soprano includono quanto segue:
(Opera News, Cover Story)
(Opera News, Rusalka, Opera lirica di Chicago)
(Opera News, Faust, Houston Grand Opera)
(The Metropolitan Opera)

## Discografia parziale
- Soprano Songs and Arias: Ana María Martínez, 2005.
- Dvorak: Rusalka, Glyndebourne, 2010.
- Amor, Vida de mi Vida, (DVD), 2009.
- Weisgall: T’Kiatot Rituals for Rosh Hashana, Naxos, 2004.
- Levy: Masada (Canto de Los Marranos) Milken Archive of American Jewish Music, Naxos, 2004.
- Introducing the World of American Jewish Music Milken Archive of American Jewish Music, Naxos, 2003.
- Castelnuovo – Tedesco: Naomi & Ruth, Naxos, 2003.
- Spanish Night from the Berlin Waldbühne, (DVD) Naxos, 2003.
- Rodrigo: 100 Años – La Obra Vocal, I y II, EMI, 2002.
- Rodrigo: 100 Años – La Obra Vocal, IV y V, EMI, 2002.
- Albéniz: Henry Clifford, 2003.
- Albéniz: Merlin, Decca, 2000.
- Catan: Florencia en el Amazonas, 2003.
- Glass: Philip on Film, 2001.
- Glass: Symphony No. 5, Nonesuch, 2000.
- Glass: La Belle et la Bête, Nonesuch, 1995.
- Bacalov: Misa Tango, Deutsche Grammophon, 2000.
- Sheng: The Song of Majnun – A Persian Romeo and Juliet, Delos, 1997.
- American Dream: Andrea Bocelli's Statue of Liberty Concert.
- Mozart: Così fan tutte, (DVD) Decca, 2007.
- Leoncavallo: Pagliacci, Decca, 2007.
- Mercurio: Many Voices, Sony, 2006.